# Альфа Голубя
Альфа Голубя (лат. α Columbae), HD 37795 — тройная звезда в созвездии Голубя на расстоянии приблизительно 286 световых лет (около 87,7 парсек) от Солнца.
Ярчайшая звезда созвездия, имеет собственное имя Факт.

## Характеристики
Первый компонент (WDS J05396-3404A) — бело-голубая звезда спектрального класса B5p, или B5, или B9V. Видимая звёздная величина звезды — +2,66m. Масса — около 5,3 солнечной, радиус — около 7,5 солнечного, светимость — около 3311,311 солнечной. Эффективная температура — около 15330 K.
Второй компонент — красный карлик спектрального класса M. Масса — около 177,11 юпитерианской (0,1691 солнечной). Удалён в среднем на 2,769 а.е..
Третий компонент (Gaia DR3 2900579779371768832). Видимая звёздная величина звезды — +12,5m. Масса — около 0,5 солнечной, радиус — около 0,4 солнечного. Удалён на 14 угловых секунд.
Главный компонент, возможно, является переменной типа Гаммы Кассиопеи, окутан облаком газа вследствие её быстрого вращения, так как гравитация звезды на экваторе не удерживает газ, и, таким образом, звезда является оболочечной.

## Наименование
Звезда имеет собственное имя Факт (также, звезду иногда называют ещё Фад, Фает), имя звезды имеет арабское происхождение fākh(i)tah [fa: x(i)ta], что переводится как «кольцо Голубя». Изначально имя звезды имело название Лебедь (как al-Fākhtah), но позднее стало ассоциироваться с этой звездой. Причина в том, что созвездие Голубя диаметрально противоположно созвездию Лебедя, и они не могут наблюдаться одновременно.

## Наблюдение
Факт можно в настоящее время уверенно наблюдать на юге России. Но так будет не всегда. Со временем прецессии Факт, как и всё созвездие Голубя в целом, будет становиться всё менее доступным для наблюдения из Северного полушария, и приблизительно через 12 000 лет Факт будет южной полярной звездой и будет совершенно недоступен для наблюдения из Северного полушария.